# مكالمة ترمب–تساي
كانت مكالمة ترمب–تساي محادثة هاتفية بين الرئيس الأمريكي دونالد ترمب ورئيسة جمهورية الصين (المعروفة باسم تايوان) تساي إنغ ون، جرت في 2 ديسمبر 2016. كان هذا الحدث هو المرة الأولى منذ عام 1979 التي تحدث فيها الرئيس الأمريكي أو الرئيس المنتخب مباشرة مع رئيس جمهورية الصين (تايوان). وفي المكالمة، هنأت تساي ترمب على فوزه في الانتخابات الرئاسية الأمريكية. تحدث الزعيمان لمدة 10 دقائق، مع التركيز على السياسة والاقتصاد والأمن في آسيا والمحيط الهادئ. وبعد المكالمة، نشر ترمب هذا على تويتر وفيسبوك وشكر «رئيسة تايوان». وبعد أن أكد فريق ترمب الانتقالي الحدث، أصدر المكتب الرئاسي التايواني بيانًا حول محتوى المكالمة.
أشاد العديد من الجمهوريين البارزين بالدعوة بين الزعيمين، قائلين إن الولايات المتحدة لا تحتاج إلى مزيد من الضغط من حكومة جمهورية الصين الشعبية، التي لا تعترف بحكومة جمهورية الصين وتدعي أن تايوان جزء من أراضيها. قال بعض المعلقين من وسائل الإعلام الأمريكية إن المكالمة أذلت بكين لأنها بدت انتهاكًا لممارسة دبلوماسية. انتقدت وسائل الإعلام والتعليقات الأخرى سياسة الصين الواحدة، قائلة إن تحرك ترمب كان صحيحًا من الناحية الأخلاقية وصحيحًا من الناحية الاستراتيجية للمصالح الأمريكية. رد وانغ يي، وزير خارجية جمهورية الصين الشعبية في وقت لاحق بأن هذا الحدث ليس سوى «خدعة صغيرة» تمارسها تايوان ولن تغير سياسة الصين الواحدة. أعرب متحدث باسم المكتب الرئاسي في تايبيه عن عدم وجود تعارض بين العلاقات عبر المضيق والعلاقات الأمريكية التايوانية. ذكرت إدارة أوباما أن الولايات المتحدة ستتمسك بسياسة الصين الواحدة. ورد ترمب لاحقًا بالقول إن الولايات المتحدة ليس عليها اتباع هذه السياسة.

## الخلفية
في عام 1972، زار الرئيس الأمريكي ريتشارد نيكسون في بر الصين الرئيسي، والتقى رئيس الحزب الشيوعي الصيني ماو تسي تونغ ورئيس الوزراء تشوان لاي، واتفق الطرفين على سياسة «صين واحدة» (أي مواقف الحكومات الجانبين حينها عبر مضيق تايوان «في ذلك الوقت» أن هناك «صين واحدة» في العالم). في عام 1978 قطعت إدارة الرئيس جيمي كارتر العلاقات رسميًا مع جمهورية الصين (تايوان) في تايوان، وأقامت علاقات مع جمهورية الصين الشعبية. ومنذ قطع العلاقات الدبلوماسية، لم يلتق رئيسَا الولايات المتحدة وجمهورية الصين (تايوان) رسميًا أو يجريَا مكالمات تماشيًا مع هذه السياسة. لكن قانون العلاقات مع تايوان الصادر عن الكونغرس عام 1979، وقانون الضمانات الست لعام 1982 بين حكومتَا الولايات المتحدة وتايوان حدد العلاقات الجوهرية بين شعبي الولايات المتحدة وتايوان.
وبعد فوز تساي إنغ ون في الانتخابات الرئاسية التايوانية في عام 2016، توقع المحللون أن ينصل حزبها الحزب الديمقراطي التقدمي حكومة موالية لأمريكا إلى حد كبير، على النقيض من الرئيس السابق ما يينغ جيو من حزب الكومينتانغ، والذي دعا إلى تعاون وثيق مع بكين.

## المكالمة

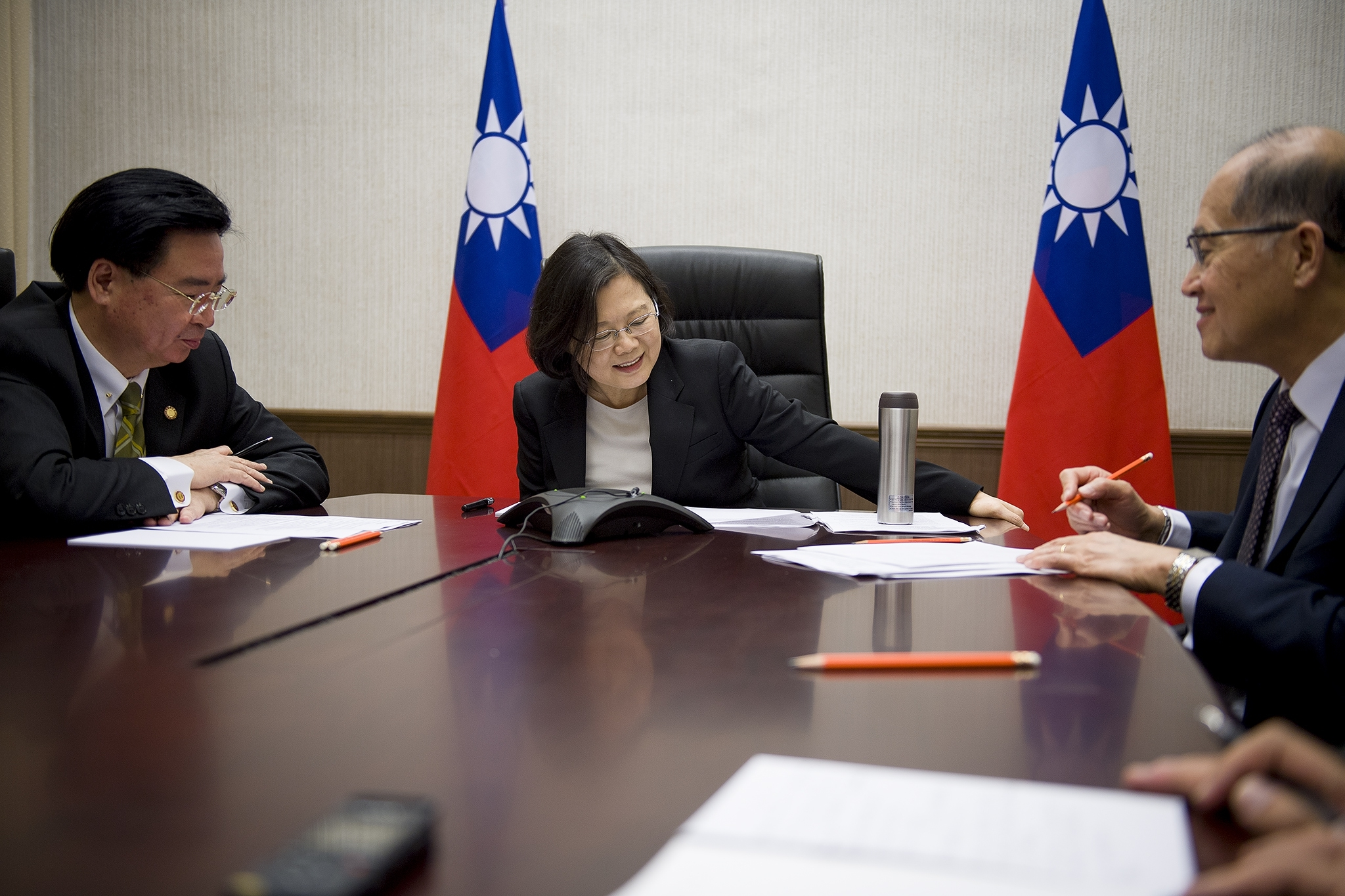
أجرت رئيسة تايوان تساي إنغ ون مكالمة هاتفية مع الرئيس الأمريكي المنتخب دونالد ترمب في 2 ديسمبر. يظهر في الصورة جوزيف وو، الأمين العام لمجلس الأمن القومي (يسار)، وديفيد لي، ووزير الخارجية (يمين).

بعد المكالمة في 2 ديسمبر، كتب دونالد ترمب على تويتر: «اتصل بي رئيس تايوان اليوم ليهنئني بفوزه بالرئاسة. شكرًا لك!» وبعد ذلك بساعات كتب: «من المثير للاهتمام كيف تبيع الولايات المتحدة معدات عسكرية بمليارات الدولارات لتايوان ولكن لا ينبغي أن أقبل مكالمة تهنئة.»
في 4 ديسمبر، أثار ترمب شكوكًا على تويتر: «هل سألتنا الصين عما إذا كان من المقبول خفض قيمة عملتها (مما يجعل من الصعب على شركاتنا المنافسة)، وفرض ضرائب كبيرة على منتجاتنا التي تدخل بلادهم (الولايات المتحدة لا تفرض ضرائب عليها) أم لبناء مجمع عسكري ضخم في وسط بحر الصين الجنوبي؟ لا أعتقد ذلك!».

## ردود الأفعال

### فريق ترمب الانتقالي
قال نائب الرئيس المنتخب مايك بنس عن الاتصال: «لقد كانت المكالمة مع رئيسة تايوان مكالمة مجاملة». «إنه لأمر مدهش بالنسبة لي أن يتواصل الرئيس أوباما مع دكتاتور قاتل في كوبا ويتم الترحيب به كبطل. ويتلقى الرئيس المنتخب دونالد ترمب مكالمة مجاملة من رئيس تايوان المنتخب ديمقراطيًا ويصبح الأمر شيئًا ما في وسائل الإعلام»، و«سوف ترون... الرئيس دونالد ترمب... يتواصل مع العالم بشروط أمريكا».
أشاد الناطق باسم مجلس النواب الأمريكي السابق نيوت جينجريتش، وهو مستشار مقرب من ترمب، بمكالمة الرئيس المنتخب مع الرئيسة التايوانية التي يبلغ عدد سكان بلدها 23.5 مليون شخص، حيث سيتواصل مع الزعيم المنتخب ديمقراطيًا في أي دولة. كما قارن دعوة ترمب لتايوان بزيارة الرئيس أوباما لكوبا «للتسكع مع ديكتاتورية كاسترو»، واقترح أن الحوار يعيد تشكيل علاقة أكثر ملاءمة للولايات المتحدة مع الصين، وأن «... أساطير وزارة الخارجية بأن علينا عبر طريقة ما أن نسمح للصينيين بالإملاء علينا هي هراء... فهم لن يكونوا قادرين على تخويفنا». كما حث ترمب على إصلاح وزارة الخارجية لتتماشى بشكل وثيق مع القيم الأمريكية.

### الكونغرس
قال رئيس مجلس النواب بول رايان: «لقد تحدثت مع رئيسة تايوان عندما كانت تنقل الطائرات في ميامي قبل شهرين. من الحكمة أن يتلقى الرئيس المنتخب مكالمات تهنئة – بالتأكيد. أعتقد أن عدم تلقيه مكالمة تهنئة يعتبر في حد ذاته ازدراء. لذلك أعتقد أن كل شيء على ما يرام».
دافع السناتور تيد كروز المنافس الرئيسي السابق لترمب، عن هذه الدعوة من خلال مقارنة سياسة أوباما الخارجية على تويتر مغردًا: «أفضلُ أن يتحدث دونالد ترمب مع الرئيس تساي بدلًا من التحدث مع الرئيس الكوبي راؤول كاسترو أو الإيراني حسن روحاني. هذا تحسن».
أثنى السناتور توم كوتون على الرئيس المنتخب ترمب لمحادثاته مع الرئيسة تساي إنغ ون، والتي تؤكد التزام الولايات المتحدة قائلًا: «تخضع سياسة أمريكا تجاه تايوان لقانون العلاقات مع تايوان، والذي نحافظ بموجبه على علاقات وثيقة مع تايوان وندعم نظامها الديمقراطي.. لقد التقيت بالرئيسة تساي مرتين وأنا على ثقة من أنها أعربت للرئيس المنتخب عن نفس الرغبة في توثيق العلاقات مع الولايات المتحدة».
قال رئيس لجنة الشؤون الخارجية بمجلس النواب الأمريكي إد رويس «أفترض أن المحادثة الهاتفية كانت مكالمة مجاملة من رئيس تايوان إلى رئيس الولايات المتحدة.. لم أكن متفاجئًا جدًا... إنني أذهبُ إلى تايبيه وبكين. في كل عام نقود وفدًا كبيرًا من الحزبين لمناقشة هذه القضايا». ويشدد إليوت إنغل العضو الديموقراطي في اللجنة، على أن الولايات المتحدة هي زعيمة العالم الحر ويجب أن تدافع عن القيم الديمقراطية. يجب على الولايات المتحدة دعم تايوان ويعتقد أن شعب تايوان له كل الحق في أن يتوقع من الولايات المتحدة حمايتهم. إنه يدعم الشعب التايواني في أن يكون له الحق في تقرير مصيره واختيار مستقبله. لن تضحي تايوان بالصديق الأمريكي ويعتقد أن الولايات المتحدة بحاجة إلى التفاعل مع كل من تايوان والصين في نفس الوقت. وأشاد مات سلمون رئيس اللجنة الفرعية لآسيا والمحيط الهادئ، بالمكالمة التاريخية التي أجراها ترمب، وقال: «لطالما كانت أمريكا نصيرًا للقيم الديمقراطية والحريات الفردية، وأنا أحيي الرئيس المنتخب لإصداره بيانًا قويًا لدعم تلك القيم حول العالم.»
أشادت عضو الكونغرس دانا روهراباشر بالمكالمة الهاتفية التي أجراها ترمب مع رئيس تايوان بأنها «رائعة» بسبب التحذير الدبلوماسي الذي أرسلته إلى الصين. كما قالت: «لقد أظهر للحكام المستبدين في بكين أنه ليس سهل المنال. كانت للصين سياسة خارجية عدوانية للغاية وبذهابه فعليًا إلى تايوان، فقد أظهر لبكين أنهم لا يمكنهم اتباع هذه السياسة الخارجية العدوانية ويتوقعون أن يعاملهم رئيس أمريكي بنفس الطريقة».

### خبراء ووسائل إعلام
قال حاكم ولاية يوتا السابق وكذلك سفير الولايات المتحدة في سنغافورة والصين جون هانتسمان «جاءت المكالمة من الرئيسة تساي إنغ ون. لقد اختار أن يجاوبها، وأعتقد أنه كان صحيحًا تمامًا... أنا متأكد من أن لديه إستراتيجية أوسع».
كما دعم سفير الولايات المتحدة السابق لدى الأمم المتحدة جون بولتون تفاعل ترمب مع رئيس تايوان مع الحكومة الديمقراطية والصحافة الحرة والنظام الاقتصادي للسوق الحرة، وقال: «لا أحد في بكين يمكنه أن يملي علينا من نتحدث. من السخف الاعتقاد بأن المكالمة الهاتفية أزعجت عقودًا من أي شيء»، و«يجب أن نغير العلاقة. على مدى السنوات العديدة الماضية، قدمت الصين ادعاءات عدوانية... عدوانية في بحر الصين الجنوبي».
قال النائب السابق لوكيل وزارة البحرية والبروفيسور سيث كروبسي إن الزعم بأن تايوان الديمقراطية جزء من جمهورية الصين الشعبية الشمولية يشبه تمامًا قصة ملابس الإمبراطور الجديدة.
قال مدير التحرير السابق لمجلة فورين أفيرز، والمحرر المساهم لمجلة تايم، ومقدم سي إن إن الآن فريد زكريا إن مكالمة الرئيس المنتخب ترمب مع رئيسة تايوان تساي إنغ ون لم تكن فكرة سيئة في حين أن بعض الناس ينتقدون بعض الشيء، «حقيقة الأمر هي أننا بحاجة إلى نفوذ مع الصين... في العديد من القضايا نحتاج إلى أن نكون قادرين على دفعها بقوة أكبر... المفتاح هنا هو أنه يجب أن يكون جزءً من إستراتيجية مدروسة».